# Републикански път III-803
Републикански път IIІ-803 е третокласен път, част от Републиканската пътна мрежа на България, преминаващ по територията на Софийска и Пазарджишка област. Дължината му е 54,7 km.
Пътят се отклонява наляво при 132,6 km на Републикански път I-8 северно от село Мирово, след 200 m преминава под автомагистрала „Тракия“ и се насочва на североизток по проломната долина на река Мътивир десен приток на Тополница). След около 6 km напуска долината, преодолява северната, висока част на рида Еледжик (част от Ихтиманска Средна гора) и при село Мухово слиза в долината на река Тополница. Пресича Тополница по стената на язовир „Тополница“, преминава на левия ѝ бряг и продължава надолу по долината на реката. Преминава последователно през селата Лесичово и Калугерово, пресича автомагистрала „Тракия“ при нейния 80,8 km, преминава и през селата Динката и Драгор и на 1,1 km след последното се съединява с Републикански път II-37 при неговия 126,8 km.
| Пътища, отклоняващи се надясно (населено място, № на пътя, посока на пътя) | Км   | Пътища, отклоняващи се наляво (посока на пътя, № на пътя, населено място) |
| -------------------------------------------------------------------------- | ---- | ------------------------------------------------------------------------- |
| Община Ихтиман, Софийска област, I-8, 132,6 km ←                           | 0,0  | ← 132,6 km, I-8, Софийска област, Община Ихтиман                          |
| (за с. Любница) общински път ←                                             | 14,4 |                                                                           |
| (за с. Любница) общински път, с. Мухово ←                                  | 18,3 | с. Мухово                                                                 |
|                                                                            | 19,2 | → общински път (за с. Нейкьовец)                                          |
| Община Лесичово, Област Пазарджик                                          | 22,8 | Област Пазарджик, Община Лесичово                                         |
| (от с. Варвара) III-8402, 33,9 km →                                        | 24,7 |                                                                           |
| (за с. Церово) общински път, с. Лесичово ←                                 | 32,3 | → с. Лесичово, общински път (за с. Боримечково)                           |
| с. Калугерово                                                              | 39,1 | → с. Калугерово, общински път (за с. Елшица                               |
| автомагистрала „Тракия“, 80,8 km →                                         | 43,3 | → 80,8 km, автомагистрала „Тракия“                                        |
| (за с. Памидово) общински път, с. Динката ←                                | 44,6 | → с. Динката, общински път (за с. Щърково)                                |
| Община Пазарджик                                                           | 48   | Община Пазарджик                                                          |
| с. Драгор                                                                  | 53,6 | с. Драгор                                                                 |
| (до с. Барутин) II-37, 126,8 km ←                                          | 54,7 | ← 126,8 km, II-37 (от с. Джурово)                                         |